# Bora Milutinović
Bora Milutinović (szerb cirill: Велибор Милутиновић – Бора) (Bor,  1944. szeptember 7.) szerb labdarúgóedző és korábbi játékos. Teljes neve: Velibor Bora Milutinović.

## Pályafutása

### Edzőként

#### Egyesületi szakvezető
1999-ben Amerikában edzette a Major League Soccer MetroStarsét.
Rövid ideig a katari ligában, az  Al-Saddet, 1987-ben kilenc mérkőzésen az Udinese Calciót.

#### Szövetségi kapitány
Milutinović híres arról, hogy a brazil Carlos Alberto Parreira után ő vett részt a legtöbb labdarúgó-világbajnokságon, viszont azonos az általuk irányított válogatottak száma (5-5). 1986-ban Mexikó (1983–1986 ) majd (1995–1997), 1990-ben Costa Rica (1990), 1994-ben az Egyesült Államok (1991–1995), 1998-ban Nigéria (1997–1998) , 2002-ben Kína (2000 január – 2002 június) nemzeti válogatottjával jutott ki a világtornára.
2003-ban komoly tárgyalásokban volt, hogy a Szerb labdarúgó-válogatott szövetségi kapitánya legyen, de nem jutottak érdemben egyezségre.
2003-ban a Hondurasi labdarúgó-válogatott szövetségi kapitánya.
2006-ban a Jamaicai labdarúgó-válogatott szövetségi kapitánya.
2009-ben az Iraki labdarúgó-válogatott szövetségi kapitánya.

## Családi kötődés
Bora Milutinović két testvérrel, Miloš és Milorad fivéreivel egy legendás labdarúgócsaládból származik. Mind a három testvér a Partizan Belgrad egyesületben játszott.
Milutinović mexikói feleségével jelenleg Mexikóvárosban lakik.

## Külső hivatkozások
- https://web.archive.org/web/20100610112607/http://www.soccertimes.com/usteams/roster/men/milutinovic.htm
- https://www.google.hu/images?hl=hu&q=Bora+Milutinovi%C4%87&um=1&ie=UTF-8&source=univ&ei=yQMVTO2eA8aNOLiRnIMM&sa=X&oi=image_result_group&ct=title&resnum=4&ved=0CEEQsAQwAw (kép)
- https://www.google.hu/search?q=Bora+Milutinovi%C4%87&hl=hu&sa=G&prmd=ivn&source=univ&tbs=vid:1&tbo=u&ei=yQMVTO2eA8aNOLiRnIMM&oi=video_result_group&ct=title&resnum=16&ved=0CGwQqwQwDw (videók)